# قلعه شینپو
قلعه شینپو (به ژاپنی: 新府城, Shinpu-jō)، قلعه ژاپنی به سبک هیرایاما در دوره سنگوکو واقع در قسمتی از شهر نیراساکی، یاماناشی، استان یاماناشی و قلعه اصلی جنگ سالار تاکدا کاتسویوری بود. از سال ۱۹۷۳ به عنوان یک مکان تاریخی ملی (یادمان‌های ژاپن) محافظت شده است.
در سال ۱۵۸۲ (تنشو ۱۰)، اودا نوبوناگا سرانجام دستور داد که برای شکست دادن دشمن قدیمی خود، خاندان تاکدا، به جنگ برود. این به این دلیل بود که رهبر یک شاخه از خاندان تاکدا، کیسو یوشیماسا، فرار کرد و حمله به قلمرو تاکدا را آسان‌تر کرد.
فرمانده کل، پسر ارشد او، اودا نوبوتادا بود. این یک ارتش بزرگ بود که در مجموع ۱۸۰۰۰ نفر را شامل می‌شد. در پاسخ، تاکدا کاتسویوری قلعه قوی شینپو را در انتظار ورود ارتش اودا ساخته بود و قصد داشت آنها را در آنجا متوقف کند.